# Seeköpfl
De Seeköpfl (ook gespeld als Seeköpfle en Seeköpfel) is een 2562 meter hoge bergtop in de Lechtaler Alpen in het Oostenrijkse Tirol.
De Seeköpfl behoort tot de Parseiergroep en ligt aan de westelijke oever van de Untere Seewisee (2229 meter), niet ver van de Memminger Hütte (2242 meter). Een beklimming vanaf deze hut naar de top van de Seeköpfl neemt ongeveer een uur in beslag.